# ISO 3166-2:GF
ISO 3166-2:GF é o subconjunto de códigos definido em ISO 3166-2, parte do padrão ISO 3166 publicado pela Organização Internacional para Padronização (ISO), para os nomes das principais subdivisões da Guiana Francesa.
A Guiana Francesa é uma região/departamento ultramarino da França, que recebe oficialmente o código ISO 3166-1 alpha-2 GF.    
Além disso, também é atribuído o código ISO 3166-2 FR-GF  sob a entrada para a França.